# Keliximab
Il keliximab è un anticorpo monoclonale di tipo chimerico umano/primate (Macaca irus e Homo sapiens), che viene utilizzato per il trattamento dell'asma cronico e severo. Agisce sopprimendo la reazione immunitaria dei globuli bianchi.
Il farmaco agisce sull'antigene: CD4.

### Keliximab
- (EN) Roland Kontermann, Antibody Engineering, Springer, February 2010,  pp. 301–, ISBN 978-3-642-01143-6.
- (EN) Zhiqiang An, Therapeutic Monoclonal Antibodies: From Bench to Clinic, John Wiley and Sons, 8 settembre 2009,  pp. 449–, ISBN 978-0-470-11791-0. URL consultato il 9 giugno 2014.
- (EN) accessdate Stefan Offermanns e Walter Rosenthal, Encyclopedia of Molecular Pharmacology, Springer, 2008,  pp. 1084–, ISBN 978-3-540-38916-3.
- (EN) Peter J. Barnes, Asthma and COPD: basic mechanisms and clinical management, Academic Press, 2002,  pp. 652–, ISBN 978-0-12-079028-9.